# Petitia scabra
Petitia scabra là một loài thực vật có hoa trong họ Hoa môi. Loài này được (Lapeyr.) J. Gay miêu tả khoa học đầu tiên năm 1832.